# کامیار عابدی
کامیار عابدی (زاده ۱۸ فروردین ۱۳۴۷، ماسال) نویسنده، پژوهشگر و منتقد شعر معاصر فارسی اهل ایران است.

## زندگی
کودکی و آغاز نوجوانی اش در ماسال(گیلان) و شال (خلخال) گذشت. از اواخر دورهٔ نوجوانی (نیمهٔ دههٔ ۱۳۶۰) به ترتیب در تهران، قزوین، خورموج و  کاکی  و سپس دوباره در تهران (اوایل دههٔ ۱۳۷۰) ساکن بوده‌است. آخرین مدرک تحصیلی او کارشناسی ارشد رشته تاریخ ایران است.

## مشاغل
او از اوایل دههٔ ۱۳۷۰ تا اواسط دههٔ ۱۳۹۰ در زمینهٔ آموزش در دبیرستان و کتابداری فعالیت داشته و پژوهشگر فرهنگستان زبان و ادب فارسی نیز بوده‌است. علاوه بر این تدریس در بخش ایرانشناسی دانشگاه اوزاکا در ژاپن، تدریس در مؤسسه لغت‌نامه دهخدا را نیز بر عهده داشته‌است. عابدی به سبب مقاله و کتاب‌های متعدد خود، به عنوان پژوهشگر و منتقد ادبی (ادبیات معاصر ایران و شعر) با گرایش تاریخی شناخته شده‌است. مقاله‌های تحقیقی-تحلیلی او از اواخر دههٔ ۱۳۶۰ به بعد در مجله‌ها و مجموعه‌های مختلفی منتشر شده‌است. حدود سه‌پنجم از این مقاله‌ها در مجلهٔ جهان کتاب چاپ شده‌است. اغلب این مقاله‌ها (از آغاز تا ۱۳۸۷) در سه مجموعه گردآوری و به صورت کتاب نشر یافته‌است. اما مقاله‌های او از سال ۱۳۸۸ به بعد هنوز گردآوری و به صورت کتاب منتشر نشده‌است. احسان یارشاطر در نقد و معرفی یکی از منتخب‌هایی که او از شعر معاصر ایران گردآوری کرده گفته‌است که «آقای کامیار عابدی از صاحب نظران بسیار بصیر شعر معاصر» است و تألیف او «حکایت از ذوق سلیم و بی‌طرفی و انصاف گزیننده و دوری از تمایلات سیاسی در انتخاب اشعار دارد».
در روز پنجم دسامبر ۲۰۲۱/ چهاردهم آذر ۱۴۰۰ سفیر ژاپن در ایران طی مراسمی در مراسم افتتاحیه ماه فرهنگی ژاپن با اهدای لوح تقدیرنامه از او قدردانی کرد. در این لوح قدردانی آمده‌است که «آقای کامیار عابدی به عنوان متخصص شعر معاصر ایران کتاب‌های متعددی نوشته‌اند. همچنین طی سال‌های ۲۰۰۹ الی ۲۰۱۴ میلادی به عنوان استاد زبان فارسی در دانشکده مطالعات خارجی دانشگاه اوساکا، به دانشجویان و محققان ژاپنی، زبان فارسی و ایران‌شناسی تدریس می‌کردند و در ارتقای تبادلات علمی و فرهنگی ژاپن و ایران تلاشهای زیادی را ایفا نموده‌اند. پس از بازگشت به ایران به عنوان مدرس در مؤسسه زبان دهخدا به آموزش زبان فارسی به خارجی‌ها از جمله ژاپنیها اشتغال داشته‌اند»